# OP Center
OP Center (Tom Clancy's Op Center) è una miniserie televisiva del 1995 diretta da Lewis Teague, che ne ha anche approntato una versione cinematografica.
OP Center prende spunto dalla omonima serie di romanzi di Tom Clancy e Steve Pieczenik. È il quarto film basato sui romanzi di Clancy e, come Net Force, è l'unico della propria serie.

## Trama
In Ucraina, lo spietato colonnello Yuri Primakov s'impadronisce di tre testate termo-nucleari che mette in vendita al miglior offerente al mercato nero. Nello stesso momento il Presidente degli Stati Uniti riunisce un team speciale formato da agenti della CIA.